# Estádio Municipal Frei Epifânio D’Abadia
Estádio Municipal Frei Epifânio D’Abadia – stadion piłkarski, w Imperatriz, Maranhão, Brazylia, na którym swoje mecze rozgrywa klub SID Imperatriz.